# Vũng gần biển

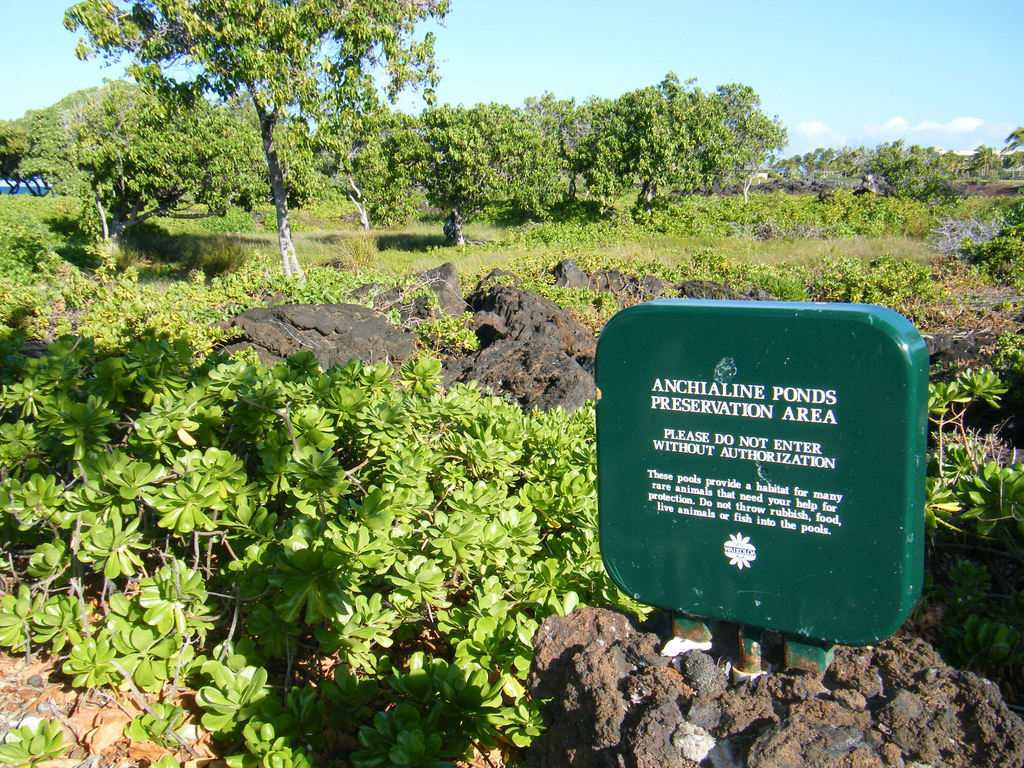
Một biển hiệu tại Khu Bảo tồn các Vũng gần biển ở Waikoloa Beach, Hawaii

Vũng gần biển hay hồ/ao gần biển (tiếng Anh: anchialine pool/pond; anchialine là một từ gốc Hy Lạp có nghĩa là "gần với biển") là một khối nước trong nội địa có kết nối ngầm dưới đất với đại dương gần đó. Vũng gần biển là một nét đặc trưng của các tầng ngậm nước phân tầng theo mật độ ở ven biển, trong đó nước ngọt hoặc nước lợ nằm ở tầng trên còn nước mặn nằm ở tầng dưới. Tuỳ theo đặc điểm của vũng mà người ta thỉnh thoảng có thể tiếp cận nguồn nước mặn ở ngay trong vũng hoặc phải lặn hang để đến gần tầng nước mặn này.
Mực nước trong các vũng gần biển thường biến động theo thủy triều bởi vì vũng nằm gần bờ biển và có nối kết với đại dương. Tuy nhiên, biên độ biến động thấp hơn và thời gian biến động cũng một độ trễ nhất định so với thủy triều ở bờ biển liền kề, và những yếu tố kiểm soát biên độ biến động mực nước và độ trễ thời gian là khoảng cách từ vũng đến bờ biển và độ dẫn thủy lực của các vật liệu địa chất.
Vũng gần biển là đối tượng địa lý xuất hiện ở nhiều địa điểm trên thế giới, đặc biệt là dọc theo các đường bờ biển thuộc Trung và Nam Mỹ, nơi mà tuổi địa chất và hệ thống tầng ngậm nước còn tương đối trẻ và sự hình thành đất ít diễn ra. Những điều kiện tự nhiên này thường thấy ở những vùng mà đá gốc là đá vôi hoặc mới hình thành từ dung nham núi lửa. Có nhiều vũng gần biển dọc theo đường bờ biển thuộc bán đảo Yucatán và đảo Hawaii; người dân địa phương gọi chúng là các cenote.

## Sinh thái
Qua các nghiên cứu sinh thái học, người ta nhận thấy rằng vũng gần biển thường là nơi sinh sống của những loài sinh vật hiếm ở cấp độ vùng hay loài đặc hữu. Ngoài vũng gần biển có nguồn gốc tự nhiên thì cũng có vũng gần biển do con người tạo nên. Một ví dụ là vũng Mũ Thủy Thủ (Sailor's Hat) trên đảo Kahoolawe thuộc Hawaii, nơi thực chất là một cái hố do thuốc nổ của Hải quân Hoa Kỳ trong chiến dịch Sailor Hat tạo nên vào năm 1965. Ngày nay, hố Mũ Thủy Thủ đã trở thành một vũng gần biển và là ngôi nhà cho loài tôm Halocaridina rubra.
Các vũng gần biển và hang động loại karst có thể nối thông với nhau, và quần động vật nơi đây rất đa dạng, bao gồm một số động vật không xương sống như động vật giáp xác thuộc lớp Chân chèo (Remipedia) và phân lớp Chân kiếm (Copepoda), và một số động vật có xương sống như cá Astyanax mexicanus và cá thuộc bộ Cá chình.

### Nguy cơ
Những loài xâm lấn như kiến và nhện là mối đe doạ đối với khu sinh vật của các vũng gần biển. Kiến không những ăn côn trùng mà còn ăn cả tôm vào thời điểm mực nước trong vũng rút xuống do ảnh hưởng của thủy triều. Về phần nhện, chúng chăng tơ xung quanh vũng gần biển để bắt côn trùng. Điều đáng ngại là số nhện này hết sức mắn đẻ, và người ta nghi ngờ rằng chúng chính là thủ phạm gây suy giảm mạnh số cá thể côn trùng nơi đây.